# Британская тепловая единица
Брита́нская теплова́я едини́ца (британская термическая (термальная) единица, БТЕ, BTU, англ. British thermal unit) — единица измерения тепловой энергии в английской системе мер. Широко используется в англоязычных странах (и в США) как единица количества теплоты; в других странах её аналогом была калория. В настоящее время и BTU, и калория вытесняются единицей СИ — джоулем.
Связанная с ней единица мощности BTU/h (БТЕ/час) всё ещё часто применяется при обозначении тепло/холодопроизводительности тепловых, кондиционерных и холодильных установок; в других сферах её заменила единица СИ — ватт.
BTU определяется как количество тепла, необходимое для того, чтобы поднять температуру 1 фунта воды на 1 градус Фаренгейта, и, тем самым, тесно связана с калорией (1 BTU ≈ 252 cal). Существует несколько альтернативных определений BTU, различающихся определениями калории; значение BTU в разных определениях может отличаться на величину до 0,5 %.

## Разные определения
Величина БТЕ слегка зависит от способа определения:
| Условия         | Эквивалент в джоулях | Примечания |
| --------------- | -------------------- | --- |
| 4 °C            | ≈ 1059,67            | Использует теплоёмкость воды при её максимальной плотности                                                                                         |
| Средняя         | ≈ 1055,87            | Использует теплоёмкость воды, усреднённую от 0 °C до 100 °C                                                                                        |
| IT              | ≡ 1055,05585262      | Наиболее распространённый вариант, использует «международную» калорию (ровно 4,1868 Дж)                                                            |
| ISO             | ≡ 1055,056           | Использует определение стандарта ISO 31-4 (Quantities and units—Part 4: Heat, Appendix A). Значение близко к IT, но округлено до разумной границы. |
| 59 °F (15 °C)   | ≡ 1054,804           | Американский стандарт, с калорией, определённой как ровно 4,1855 Дж                                                                                |
| 60 °F (15,5 °C) | ≈ 1054,68            | Канадский стандарт |
| 63 °F (17 °C)   | ≈ 1054,6             | |
| Термохимическая | ≡ 1054,35026444      | Использует «термохимическую калорию», ровно 4,184 Дж                                                                                               |

В Общероссийском классификаторе единиц измерения британская тепловая единица определена как 1,055 кДж.

## БТЕ/час (BTU/h)
Наиболее известным примером использования данной единицы в России является использование связанной единицы БТЕ/час (BTU/h). Эта единица тепловой мощности используется в спецификациях техники, предназначенной для кондиционирования воздуха в помещениях.
Перевод в ватты и обратно:
- 1 Вт ≈ 3,412 BTU/h
- 1 BTU/h ≈ 0,293 Вт, 1000 BTU/h ≈ 293 Вт

## Цены на топливо
Ещё одно использование британской тепловой единицы — при котировках цен на разные виды топлива (как правило, на англо-американских рынках, например на Нью-Йоркской товарной бирже NYMEX).
- Один баррель нефти содержит 5,825⋅106 BTU.
- Один литр бензинa = 1 × 32415,35 = 32415,35 BTU
- Одна тысяча кубических метров природного газа содержит 35 800 000 BTU.[8]
- Один стандартный кубический фут природного газа в качестве грубого приближения приравнивается 1000 BTU, более точное значение колеблется между 900 BTU и 1200 BTU (в зависимости от теплотворной способности при горении)[9]. Теплотворная способность кубического фута газообразного пропана — 2500 BTU.

Поскольку BTU слишком маленькая единица в денежном измерении, для котировки часто используется терм, 1 терм = 100 000 BTU.
Обозначение MBTU используется в двух различных смыслах: первоначально 1 MBTU = 1000 BTU (приставка M — от лат. mīlle, «тысяча» — была неметрической), в XXI веке чаще употребляется метрический смысл приставки 1 MBTU = 1 000 000 BTU; во избежание путаницы миллион BTU также часто обозначается как MMBTU.